# Tenis ziemny na Igrzyskach Afrykańskich 2019
Tenis ziemny na Igrzyskach Afrykańskich 2019 – turniej tenisowy, który był rozgrywany w dniach 23–31 sierpnia 2019 roku podczas igrzysk afrykańskich w Rabacie. Zawodnicy zmagali się na obiektach Club de l’Union Sportive des Cheminots du Maroc. Sportowcy rywalizowali w sześciu konkurencjach: grach pojedynczej, podwójnej i drużynowej mężczyzn oraz kobiet.

## Medaliści
Poczet medalistów zawodów tenisowych podczas Igrzysk Afrykańskich 2019.
| Konkurencja             | Złoty medal                                                            | Srebrny medal                                                                    | Brązowy medal                                                                                     |
| gra pojedyncza mężczyzn | Mohamed Safwat                                                         | Karim-Mohamed Maamoun                                                            | Adam Moundir Aziz Dougaz                                                                          |
| gra pojedyncza kobiet   | Majar Szarif                                                           | Chanel Simmonds                                                                  | Lamis Salama Sandra Samir                                                                         |
| gra podwójna mężczyzn   | Aziz Dougaz Skander Mansouri                                           | Adam Moundir Al-Amin Wahhab                                                      | Karim-Mohamed Maamoun Sherif Sabry Akram El Sallaly Mohamed Safwat                                |
| gra podwójna kobiet     | Rana Sherif Ahmed Majar Szarif                                         | Lamis Salama Sandra Samir                                                        | Adesuwa Osabuohien Barakat Quadre Sara Akid Rania Azziz                                           |
| gra drużynowa mężczyzn  | Maroko · Al-Amin Wahhab · Adam Moundir · Anas Fattar · Yassir Kilani   | Egipt · Akram El Sallaly · Karim-Mohamed Maamoun · Mohamed Safwat · Sherif Sabry | Tunezja · Aziz Dougaz · Skander Mansouri                                                          |
| gra drużynowa kobiet    | Egipt · Lamis Salama · Sandra Samir · Rana Sherif Ahmed · Majar Szarif | Maroko · Sara Akid · Rania Azziz · Rita Atik · Salma Ziouti                      | Nigeria · Adesuwa Osabuohien · Barakat Quadre · Blessing Samuel Audu · Aanu Enita Mercy Aiyegbusi |

### Tabela medalowa
Klasyfikacja medalowa zawodów tenisowych podczas Igrzysk Afrykańskich 2019.
| Miejsce | Państwo           | Złoto | Srebro | Brąz | Razem |
| ------- | ----------------- | ----- | ------ | ---- | ----- |
| 1.      | Egipt             | 4     | 3      | 4    | 11    |
| 2.      | Maroko            | 1     | 2      | 2    | 5     |
| 3.      | Tunezja           | 1     | 0      | 2    | 3     |
| 4.      | Południowa Afryka | 0     | 1      | 0    | 1     |
| 5.      | Nigeria           | 0     | 0      | 2    | 2     |
|         | Razem             | 6     | 6      | 10   | 22    |